# A Sound Sleeper
A Sound Sleeper er en amerikansk stumfilm fra 1909 af D. W. Griffith.